# Briza brachychaete
Briza brachychaete är en gräsart som beskrevs av Erik Leonard Ekman. Briza brachychaete ingår i släktet darrgrässläktet, och familjen gräs. Inga underarter finns listade i Catalogue of Life.